# Axonopus arcuatus
Axonopus arcuatus là một loài thực vật có hoa trong họ Hòa thảo. Loài này được (Mez) G.A.Black mô tả khoa học đầu tiên năm 1963.